# لیکانتروپی بالینی
لیکانتروپی بالینی یک سندرم روان‌پزشکی نادر است که در آن فرد مبتلا دچار هذیان می‌شود که می‌تواند به یک جانور غیرانسان تبدیل شود، یا قبلاً تبدیل شده است، یا اکنون یکی از آن‌هاست. نام این اختلال برگرفته از لیکانتروپی اسطوره‌ای است؛ حالتی فراطبیعی که در آن گفته می‌شود انسان‌ها به‌طور فیزیکی به گرگ دگرپیکری می‌کنند. پژوهشگران معمولاً این واژه را در معنای گسترده‌تری به کار می‌برند که شامل تبدیل به هر نوع جانوری می‌شود؛ حالتی که در تعریف دقیق‌تر، زوانتروپی نام دارد.

## علائم و نشانه‌ها
افراد مبتلا باور دارند که در حال تبدیل شدن به یک جانور هستند، یا اینکه پیش‌تر به یک جانور تبدیل شده‌اند. لیکانتروپی بالینی با دگرگونی‌های ذهنی مرتبط با روان‌پریشی همراه دانسته شده است؛ حالتی روانی که معمولاً شامل توهمات و هذیان‌ها می‌شود، و در آن تبدیل تنها در ذهن و رفتار فرد دیده می‌شود و نه در واقعیت فیزیکی.
یک پژوهش در سال ۱۹۸۸ از بیمارستان مک‌لین دربارهٔ لیکانتروپی بالینی، مجموعه‌ای از موارد را بررسی کرد و معیارهای تشخیصی‌ای را برای شناسایی این اختلال پیشنهاد داد:
- بیمار در لحظاتی از خودآگاهی یا یادآوری، اظهار می‌کند که گاهی خود را به شکل حیوانی احساس می‌کند یا قبلاً چنین احساسی داشته است.
- بیمار رفتاری از خود نشان می‌دهد که شبیه رفتار حیوانات است، مانند زوزه کشیدن، غرّش کردن یا روی چهار دست و پا راه رفتن.

بر اساس این معیارها، چه باور هذیانی به تبدیل شدن (در حال یا گذشته)، و چه رفتاری که نشان دهد فرد خود را به‌صورت یک جانور تصور می‌کند، می‌تواند به‌عنوان نشانه‌ای از لیکانتروپی بالینی تلقی شود. نویسندگان این پژوهش خاطرنشان می‌کنند که اگرچه این وضعیت به نظر می‌رسد نوعی بروز روان‌پریشی باشد، اما هیچ تشخیص روانی یا عصبی خاصی به‌طور مستقیم با پیامدهای رفتاری آن در ارتباط نیست.
لیکانتروپی بالینی صرفاً به تجربه‌ تبدیل شدن انسان به گرگ محدود نمی‌شود. گونه‌های متنوعی از جانوران در گزارش‌های این تجربه‌ تغییر شکل دیده شده‌اند. در یک مرور منابع پزشکی در سال ۲۰۰۴، بیش از سی مورد منتشر شده از لیکانتروپی بالینی ثبت شده‌ که تنها اقلیتی از آن‌ها با تم گرگ (لیکانتروپی) یا سگ (سینانتروپی) مرتبط بوده‌اند. گرچه سگ‌سانان در این موارد نسبتاً رایج هستند، اما تجربه‌ تبدیل شدن به جانورانی مانند کفتار، گربه، اسب، پرنده یا ببر نیز در بیش از یک مورد گزارش شده است.
تبدیل شدن به قورباغه یا حتی زنبور نیز در برخی موارد گزارش شده است. اصطلاح اوفیدیانتروپی به توهم تبدیل شدن به مار اشاره دارد که تاکنون دو مورد بالینی از آن گزارش شده است.
در ژاپن، تبدیل شدن به روباه و سگ رایج بوده است. در یک مطالعه موردی در سال ۱۹۸۹، فردی توصیف کرده که به‌صورت متوالی دچار تغییر شکل شده است: ابتدا از انسان به سگ، سپس به اسب، بعد به گربه، و در نهایت پس از درمان، دوباره به واقعیت انسانی بازگشته است. همچنین گزارش‌هایی وجود دارد از افرادی که تجربه‌ تبدیل به جانوری نامشخص داشته‌اند؛ جانوری که به‌طور دقیق مشخص نشده است.

## برای مطالعهٔ بیشتر
- Bou Khalil, Rami; Dahdah, Pierre; Richa, Sami; Kahn, David A. (2012). "Lycanthropy as a Culture-Bound Syndrome". Journal of Psychiatric Practice. 18 (1): 51–54. doi:10.1097/01.pra.0000410988.38723.a3. PMID 22261984. S2CID 23568066.
- Keck, Paul E.; Pope, Harrison G.; Hudson, James I.; McElroy, Susan L.; Kulick, Aaron R. (1988). "Lycanthropy: Alive and well in the twentieth century". Psychological Medicine. 18 (1): 113–120. doi:10.1017/S003329170000194X. PMID 3363031. S2CID 27491377.
- Koehler, K.; Ebel, H.; Vartzopoulos, D. (1990). "Lycanthropy and demonomania: Some psychopathological issues". Psychological Medicine. 20 (3): 629–633. doi:10.1017/S0033291700017141. PMID 2236372. S2CID 43835561.
- Metzger, Nadine (2013). "Battling demons with medical authority: Werewolves, physicians and rationalization". History of Psychiatry. 24 (3): 341–355. doi:10.1177/0957154X13482835. PMC 4090416. PMID 24573449.
- Moselhy, Hamdy F. (1999). "Lycanthropy: New Evidence of Its Origin". Psychopathology. 32 (4): 173–176. doi:10.1159/000029086. PMID 10364725. S2CID 8175369.